# Berlanga del Bierzo
Berlanga del Bierzo est une commune d'Espagne dans la province de León, communauté autonome de Castille-et-León. 

## Population et géographie
Elle s'étend sur 27,89 km2 et comptait environ 400 habitants en 2011.